# Rattus novaeguineae
Rattus novaeguineae  (Taylor & Calaby, 1982) è un roditore della famiglia dei Muridi endemico della Nuova Guinea.

## Descrizione

### Dimensioni
Roditore di medie dimensioni, con la lunghezza della testa e del corpo tra 155 e 235 mm, la lunghezza della coda tra 135 e 185 mm, la lunghezza del piede tra 32,7 e 37,4 mm, la lunghezza delle orecchie tra 17 e 23,7 mm e un peso fino a 180 g.

### Aspetto
La pelliccia è ruvida e densamente cosparsa di peli spinosi, particolarmente sul dorso. Il colore delle parti superiori è marrone scuro con dei riflessi bruno-rossastri mentre le parti ventrali sono bianche. La linea di demarcazione lungo i fianchi è netta. Le vibrisse sono lunghe fino a 60 mm. Le orecchie sono cosparse di pochi corti peli bruni. Il dorso dei piedi è ricoperto di peli biancastri. La coda è più corta della testa e del corpo, è uniformemente marrone e talvolta con la punta bianca. È ricoperta di pochi piccoli peli e sono presenti 10 anelli di scaglie per centimetro. Le femmine hanno un paio di mammelle pettorali, un paio post-ascellari e due paia inguinali.

## Biologia

### Comportamento
È una specie terricola. Si trova spesso nella vegetazione lungo i corsi d'acqua e le sponde dei fiumi nelle foreste montane.

### Riproduzione
Si riproduce durante tutto l'anno. Le femmine danno alla luce 4-6 piccoli alla volta.

## Distribuzione e habitat
Questa specie è diffusa nella parte centrale di Papua Nuova Guinea.
Vive nelle foreste umide tropicali primarie, foreste secondarie e praterie tra 740 e 1.520 metri di altitudine.

## Conservazione
La IUCN Red List, considerato il vasto areale, la popolazione numerosa e la tolleranza al degrado del proprio habitat, classifica R.novaeguineae come specie a rischio minimo (Least Concern).